# Memoirs of an Invisible Man
Memoirs of an Invisible Man (br: Memórias de um Homem Invisível) é um filme de comédia de ficção científica, produzido nos Estados Unidos em 1992, co-escrito por Robert Collector, Dana Olsen, William Goldman e dirigido por John Carpenter.
O filme é baseado no romance "Memoirs of an Invisible Man" de 1987 de H.F. Saint.

## Sinopse
Acidente nuclear num laboratório deixa Nick Halloway, um especialista da bolsa de valores, invisível. Ele passa a ser perseguido por um agente do governo traiçoeiro. Enquanto foge e tenta se adaptar a sua nova realidade conhece uma linda mulher que o ajuda.

## Elenco
- Chevy Chase ... Nick Halloway
- Daryl Hannah ... Alice Monroe
- Sam Neill ... David Jenkins
- Michael McKean ... George Talbot
- Stephen Tobolowsky ... Warren Singleton
- Jim Norton ... Dr. Bernard Wachs
- Pat Skipper ... Morrissey
- Paul Perri ... Gomez
- Richard Epcar ... Tyler
- Steven Barr ... Clellan
- Gregory Paul Martin ... Richard
- Patricia Heaton ... Ellen
- Rosalind Chao ... Cathy DiTolla